# Baumgartner Zsolt
Baumgartner Zsolt (Debrecen, 1981. január 1.) magyar autóversenyző, a Formula–1-es világbajnokság történelmének eddigi egyetlen magyar versenyzője és pontszerzője.

## Pályafutása
1997-ben a német Formula–Ford, majd 1998-ban a brit Formula Renault Winter-sorozat futamain vett részt. 1999-ben a német, valamint az európai Formula–Renault-sorozatokban versenyzett. Az Európa-bajnokságot Gianmaria Bruni és Antonio Pizzonia mögött harmadikként zárta.
2000-ben és 2001-ben a német Formula–3-as bajnokságban indult. Futamgyőzelmet nem szerzett, a 2000-es szezont tizenharmadikként, a 2001-es idényt pedig tizenhetedikként zárta.
2001-ben debütált a nemzetközi Formula–3000-es szériában. Alain Prost csapatával mindössze hét futamon állt rajthoz ebben az évben. A 2002-es szezonra a címvédő istállóhoz szerződött, a Nordic Racing pilótájaként a szezon összes versenyén elindult. Noha több alkalommal is az első tízben végzett, csak egyszer, a szezonzáró monzai futamon volt pontszerző. 2003-ban a Coloni Motorsport versenyzője volt. Míg csapattársa, Ricardo Sperafico rendre az élmezőnyben végzett, addig Baumgartner legjobb eredménye egy ötödik helyezés volt Monte Carlóban. Ebben az évben a Formula–1-es Jordan-istálló egyik tesztpilótája is lett, és mikor a csapat versenyzője, Ralph Firman a magyar nagydíj szabadedzésén megsérült, Baumgartner helyettesítette őt a Hungaroringen és Monzában. A Formula–3000-es szezon utolsó két futamán így már nem tudott részt venni.

### Formula–1
A 2003-as magyar nagydíj szombati szabadedzésén a Jordan versenyzője, Ralph Firman balesetet szenvedett, és az orvosi személyzet nem engedélyezte számára a futamon való indulást. Baumgartner Zsolt mint a csapat tesztpilótája kapott lehetőséget Firman helyett. Az időmérő edzésen tizenkilencedikként végzett, egyedül a Minardi dán versenyzőjét, Nicolas Kiesa-t tudta megelőzni. A futamot nem sikerült befejeznie, miután a 34. körben motorhiba miatt leállt a versenyautója. A bajnokság következő fordulójában, az olasz nagydíjon is ő indult Firman helyett. Ezen a futamon a tizenegyedik helyen ért célba, két kör hátrányban a győztes Michael Schumacher mögött. Az amerikai versenyre Firman visszatért a csapathoz.

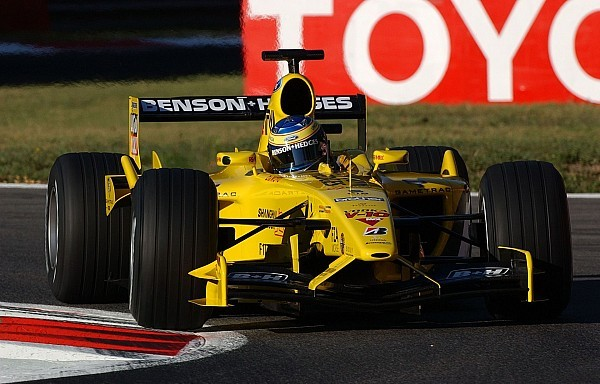
A Jordan versenyzőjeként a 2003-as olasz nagydíjon

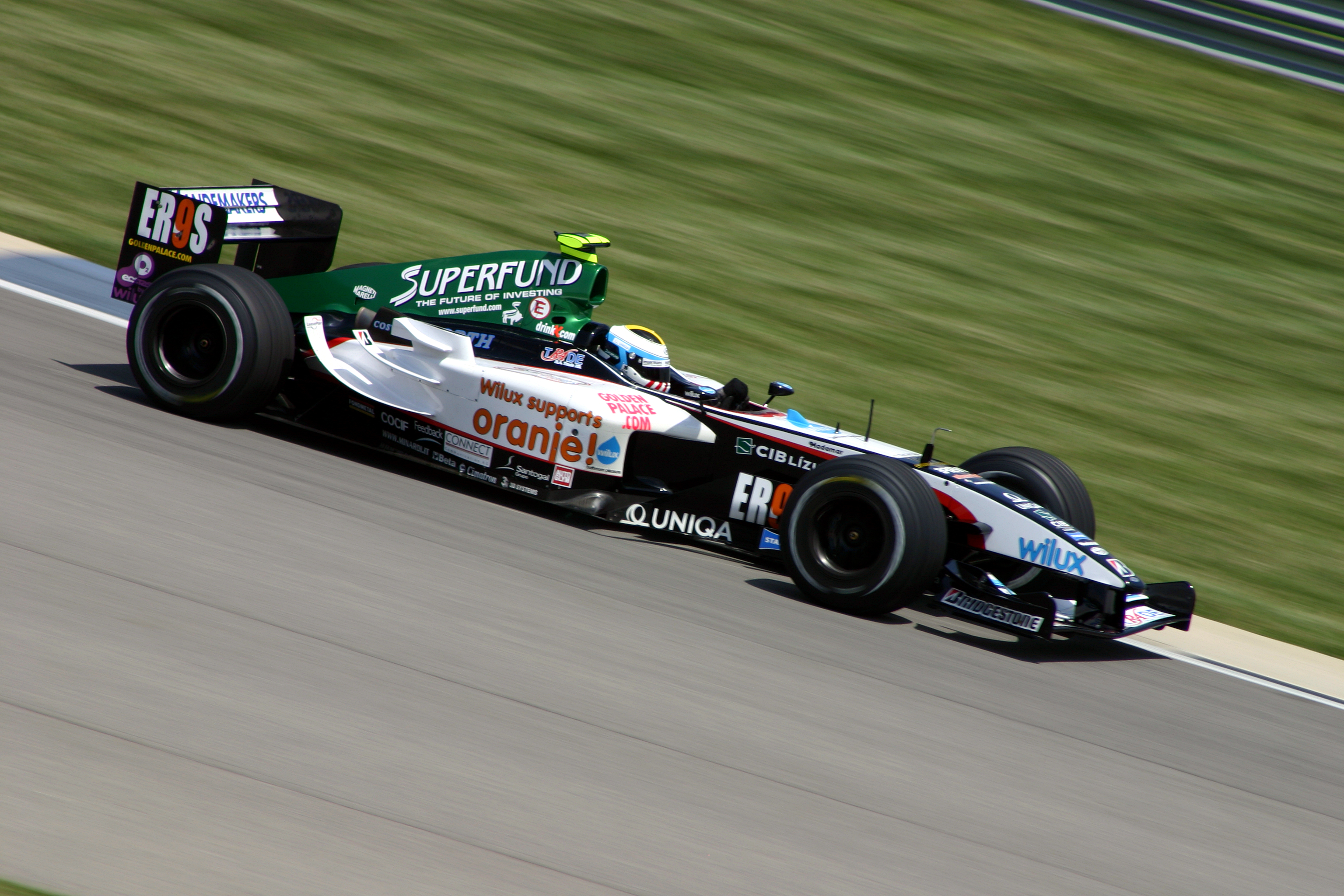
A Minardi versenyzőjeként a 2004-es amerikai nagydíjon

2004-ben a Minardi csapata szerződtette le a teljes szezonra. Sokáig tárgyalásban állt a Jordan csapattal is, a brit istálló azonban úgy ítélte meg, hogy a MOL támogatói feltételei teljesíthetetlenek. Az egész szezonban az olasz Gianmaria Bruni volt a csapattársa. Baumgartner lett az első közép- és kelet-európai autóversenyző, aki egész éves szerződéssel rendelkezett a Formula–1-ben.
A szezonnyitón technikai problémák miatt nem ért célba. Első kiemelkedőbb eredményét a monacói futamon teljesítette, ahol a mezőny fele kiesett, ő azonban beért a célba és kilencedik lett. Indianapolisban, az amerikai nagydíjon megszerezte Magyarország első pontját a világbajnokságok történelmében. Nyolcadikként, utolsó előtti célba érkezőként zárt. A Minardi csapat több mint két év után szerzett újra pontot a sorozatban. Ezt követően Baumgartner egyszer sem végzett az első tizenöt között, és az év végén elhagyta a csapatot.

### Formula–1 után
Formula–1-es pályafutását követően sehol sem kapott versenyzői állást. Továbbra is jó kapcsolatot ápolt Paul Stoddarttal, a Minardi csapatfőnökével, és 2007-ben, amikor az ausztrál üzletember csapatot indított az amerikai Champ Car-sorozatban, Baumgartner lett az alakulat teszt- és tartalékversenyzője. Az első tesztjén, Laguna Seca-ban utolsóként végzett, és összetört egy versenyautót. 2008-ban a Champ Car megszűnt és a Minardi kivonult a sportból. Jelenleg édesapja családi vállalkozásában dolgozik.

## Eredményei
Teljes eredménylistája a nemzetközi Formula–3000-es sorozaton
(Táblázat értelmezése)

(Félkövér: pole-pozícióból indult; dőlt: leggyorsabb kört futott) 

| Év   | Csapat       | 1      | 2     | 3      | 4      | 5      | 6      | 7      | 8      | 9      | 10     | 11     | 12     | Helyezés | Pont |
| ---- | ------------ | ------ | ----- | ------ | ------ | ------ | ------ | ------ | ------ | ------ | ------ | ------ | ------ | -------- | ---- |
| 2001 | Prost Junior | INT    | IMO   | ESP    | ÖST    | MON    | NÜR 19 | MAG Ki | SIL 18 | HOC 16 | HUN Ki | SPA 13 | MNZ 17 | -        | 0    |
| 2002 | Nordic       | INT Ki | IMO 9 | CAT Ki | ÖST 11 | MON Ki | NÜR 12 | SIL 14 | MAG 12 | HOC 8  | HUN 7  | SPA 8  | MNZ 6  | 15.      | 1    |
| 2003 | Coloni       | IMO 10 | CAT 7 | ÖST 10 | MON 5  | NÜR 11 | MAG 9  | SIL 11 | HOC 9  | HUN Ni | MNZ    |        |        | 14.      | 6    |

Teljes Formula–1-es eredménysorozata
(Táblázat értelmezése)

(Félkövér: pole-pozícióból indult; dőlt: leggyorsabb kört futott) 

| Év   | Csapat  | 1      | 2      | 3      | 4      | 5      | 6     | 7      | 8      | 9     | 10     | 11     | 12     | 13     | 14     | 15     | 16     | 17     | 18     | Helyezés | Pont |
| ---- | ------- | ------ | ------ | ------ | ------ | ------ | ----- | ------ | ------ | ----- | ------ | ------ | ------ | ------ | ------ | ------ | ------ | ------ | ------ | -------- | ---- |
| 2003 | Jordan  | AUS    | MAL    | BRA    | SMR    | ESP    | AUT   | MON    | CAN    | EUR   | FRA    | GBR    | GER Tp | HUN Ki | ITA 11 | USA    | JPN    |        |        | -        | 0    |
| 2004 | Minardi | AUS Ki | MAL 16 | BHR Ki | SMR 15 | ESP Ki | MON 9 | EUR 15 | CAN 10 | USA 8 | FRA Ki | GBR Ki | GER 16 | HUN 15 | BEL Ki | ITA 15 | CHN 16 | JPN Ki | BRA 16 | 20.      | 1    |

## Fordítás
- Ez a szócikk részben vagy egészben  a   Zsolt Baumgartner című angol Wikipédia-szócikk fordításán alapul.  Az eredeti cikk szerkesztőit annak laptörténete sorolja fel. Ez a jelzés csupán a megfogalmazás eredetét és a szerzői jogokat jelzi, nem szolgál a cikkben szereplő információk forrásmegjelöléseként.